# Les Territoires perdus de la République
Les Territoires perdus de la République - antisémitisme, racisme et sexisme en milieu scolaire est un ouvrage collectif paru en 2002 aux Éditions Mille et une nuits. Sous la direction de Georges Bensoussan sous le pseudonyme d'Emmanuel Brenner, il traite, comme l'indique son sous-titre, de l'antisémitisme, du racisme et du sexisme en milieu scolaire et plus particulièrement parmi les jeunes d'origine maghrébine. Une nouvelle édition, de poche, paraît en 2015.

## Contenu et réception critique
Il rassemble les témoignages d'enseignants et de chefs d'établissements scolaires.
Selon Dominique Vidal, l'ouvrage est un ensemble de témoignages d’enseignants évoquant une dégénérescence globale, un malaise à la fois social, culturel et même identitaire, utilisé par certains milieux politiques[Lesquels ?] pour amplifier un imaginaire antisémite de certains milieux « sensibles »[Lesquels ?].
À la parution du livre, l'expression « territoires perdus de la République » est reprise par des hommes proches des idées néonservatrices ou de l'extrême-droite dont Philippe de Villiers. Alain Finkielkraut parle en 2013 d'un « livre capital [...] écrit par des professeurs [qui] faisait apparaître la triste réalité des quartiers difficiles : misogynie, antisémitisme, francophobie ». Le livre reçoit un excellent accueil de ses lecteurs, selon la journaliste Martine Gozlan dans Marianne « malgré le mutisme médiatique » et reparaît dans une édition augmentée d'une postface après les attentats de janvier 2015 en France.
Les conclusions avancées dans cet ouvrage sont mises en cause par des auteurs, comme Alain Gresh et Dominique Vidal, journalistes au Monde diplomatique, et par Ivan Segré dans l'organe du Parti des Indigènes de la République. Ce dernier déclare en 2009 : « La résurgence de l’antisémitisme dans les collèges et les lycées, selon ces enseignants interrogés [dans cet ouvrage], c’est d’abord une question de vêtement, autrement dit dès qu’on repère chez un élève non seulement un signe ostensible, mais une simple allusion à ce qui pourrait tenir lieu d’appartenance identitaire à l’Islam, on a affaire à un acte antisémite ».

## Postérité
Le rapport Obin est remis un an après le livre de témoignages de Georges Bensoussan, en profitant de son écho médiatique.
Une version poche des Territoires perdus sort en octobre 2015, portant à 25 000 le nombre d'exemplaires vendus.
Signe de l'impact de l'ouvrage sur le débat sociétal en France dans les décennies 2000 et 2010, deux ouvrages s'inspirent directement du titre trouvé par l'équipe de Bensoussan :
- Territoires vivants de la République est un ouvrage de 2018 qui s'en veut le contrepoint en positif. Il est dirigé par Benoît Falaize, épaulé par Dominique Borne, tous deux issus de  l'Éducation nationale et critiques de Bensoussan. Le livre a un succès éditorial limité, 2 000 exemplaires vendus.
- Les Territoires conquis de l'islamisme (PUF, 2020) dirigés par l'islamologue Bernard Rougier s'éloignent du thème de l'éducation pour insister sur l'emprise territoriale de l'islamisme.

L'assassinat de Samuel Paty en 2020 marque un retour d'actualité sur l'ouvrage et une reconnaissance institutionnelle tardive,,.